# Col Collon
Col Collon (3074 m) je visoki planinski prijevoj preko središnjih Peninskih Alpa, koji povezuje Arollu u švicarskom kantonu Valais s Bionazom u talijanskoj regiji Valle d'Aosta.
Prijevoj se nalazi na granici na južnom kraju ledenjaka Arolla, južno od Mont Collona.

## Vanjske poveznice
|  | Zajednički poslužitelj ima još gradiva o temi Col Collon |